# Football Club Internazionale 1966-1967
Questa voce raccoglie le informazioni riguardanti il Football Club Internazionale nelle competizioni ufficiali della stagione 1966-1967.

## Stagione
(Ricostruzione di Gianni Brera, estratta da Storia critica del calcio italiano, sull'errore di Sarti che costò all'Inter il campionato 1966-67.)

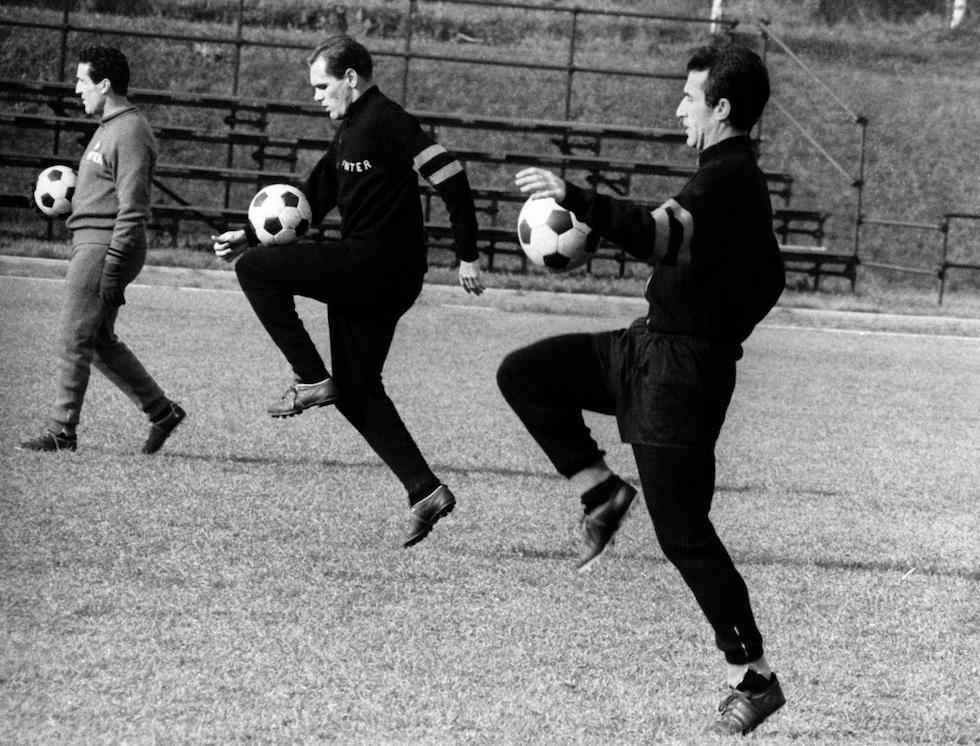
Da sinistra: Il tecnico Herrera con il neoacquisto Luís Vinício e il capitano Picchi durante un allenamento stagionale ad Appiano Gentile

Il veto sull'ingaggio di calciatori stranieri posto dalla Federazione in seguito al flop azzurro nei Mondiali 1966 vanificò un contratto preliminare che la società aveva stipulato con Beckenbauer, impedendo l'arrivo del difensore teutonico: neppure le trattative col cagliaritano Riva e il bolognese Pascutti giunsero a compimento inducendo a ripiegare sull'ex berico Luís Vinício — scelto in luogo di un Peiró accasatosi alla Roma — e sul lancio in prima squadra di Dehò, schierato unicamente nella sfida coi capitolini del 12 novembre 1966.
A mantenere invariato il punteggio di partenza nel match coi giallorossi contribuì, suo malgrado, lo stesso l'iberico fallendo un calcio di rigore: l'ultimo penalty accordato ad un avversario dei meneghini faceva data al 29 marzo 1964, quando durante la trasferta felsinea Sarti neutralizzò la conclusione di Haller dal dischetto. La serie ammontò quindi a 82 partite consecutive senza massime punizioni a proprio carico, mentre i granata Meroni e Puia firmavano l'unica sconfitta casalinga del campionato: l'impianto di San Siro non registrava un «2» in schedina da ben 54 giornate, ovvero dal derby della Madonnina che il 19 gennaio 1964 aveva arriso al Milan.
Chiamato a coadiuvare il nuovo selezionatore Valcareggi sulla panchina della Nazionale, Herrera confermava in blocco l'ossatura titolare pur lacunando in fatto di riserve all'altezza di Suárez e Corso: Domenghini era sovente preferito a Jair lungo la fascia destra, con la manovra d'attacco imperniata sui movimenti di Cappellini al centro e sull'incursione di Mazzola alle sue spalle. Autore di una doppietta di pregevole fattura al Vasas in Coppa Campioni, l'asso baffuto propriziò una deviazione del rossonero Maddè nella sua porta decidendo la stracittadina del 20 novembre 1966.
Un solo punto di margine sulla Juventus determinò il primato in campionato al giro di boa, con la già atavica rivalità che toccava il suo culmine tanto da spingere il giornalista Gianni Brera a coniare l'espressione «derby d'Italia» per identificare il duplice appuntamento stagionale; un andamento a senso unico caratterizzava invece il confronto milanese del 2 aprile 1967, nel quale il Diavolo era costretto alla resa dal roboante punteggio di 4-0.
L'esperienza europea — inaugurata da un sofferto passaggio del turno contro il sovietico Torpedo Mosca e proseguita quindi coi summenzionati magiari — segnalava un altro incrocio col Real Madrid nei quarti di finale, con le reti di Cappellini a vendicare la beffa subìta un anno addietro dagli spagnoli: più provante l'impegno in semifinale costituito dal bulgaro CSKA Sofia, regolato solamente allo spareggio da un nuovo guizzo sottoporta del centravanti dopo che Facchetti era andato a bersaglio in entrambe le occasioni precedenti.
Una frenata primaverile pose in dubbio il mantenimento dell'egemonia nazionale, con l'Inter giunta a vantare 4 lunghezze sui sabaudi dopo la risicata affermazione a Venezia: l'operato del fischietto Sbardella fu duramente contestato dai lagunari nella circostanza, inducendo persino il designatore arbitrale Giorgio Bertotto a parlare di una «sudditanza psicologica» tale da influenzare inconsciamente il giudice di gara nelle sue decisioni durante il gioco. Rallentata dai conseguenti nulla di fatto con Lazio e Cagliari, il 7 maggio 1967 la Beneamata perdeva a Torino lo scontro diretto per un gol di Favalli consentendo all'opponente di portarsi a −2: Picchi e soci mancavano quindi d'imporsi a domicilio con Napoli e Fiorentina, situazione che demandò l'esito del torneo alla giornata finale cui gli uomini del Mago si presentarono a +1 in classifica.

Da sinistra: Facchetti consola il portiere Sarti nell'ultima gara di campionato a Mantova, dopo che un errore di quest'ultimo costò lo scudetto: l'episodio fu assurto, successivamente, a tramonto della Grande Inter.

Attesa una settimana più tardi dalla trasferta di Mantova, la squadra crollò a un passo dal traguardo in Europa facendosi rimontare dallo scozzese Celtic nella finale di Lisbona: schierato Bicicli per sopperire all'infortunio di Suárez, i lombardi si portarono avanti con un rigore trasformato da Mazzola subendo poi nella seconda frazione le reti di Gemmell e Chalmers. Il 1º giugno era l'ex Di Giacomo a risultare decisivo per i virgiliani, con un cross tramutatosi fortuitamente in gol a causa della «papera» di Sarti cui il pallone sfuggì clamorosamente: del passo falso beneficiavano i piemontesi, laureandosi campioni d'Italia a quota 49 dopo un successo con minimo scarto sui biancocelesti.
Il secondo posto in graduatoria precluse ai nerazzurri la passerella continentale per l'annata a venire, con un'eliminazione in Coppa Italia ad opera del Padova che lasciò il club a secco di trofei per la prima volta dalla stagione 1961-1962.

## Divise
| Casa | Trasferta | Alternativa |  |

## Organigramma societario
Area direttiva
- Presidente: Angelo Moratti
- Vicepresidente: Giuseppe Prisco
- Direttore sportivo: Italo Allodi[40]

Area tecnica
- Allenatore: Helenio Herrera

Area sanitaria
- Medico sociale: dott. Angelo Quarenghi[41][42]
- Massaggiatore: Bartolomeo Della Casa e Giancarlo Della Casa

## Rosa
| N. |                   | Ruolo | Calciatore          |
| -- | ----------------- | ----- | ------------------- |
|    | Italia (bandiera) | P     | Giuliano Sarti      |
|    | Italia (bandiera) | P     | Ferdinando Miniussi |
|    | Italia (bandiera) | D     | Giacinto Facchetti  |
|    | Italia (bandiera) | D     | Tarcisio Burgnich   |
|    | Italia (bandiera) | D     | Armando Picchi      |
|    | Italia (bandiera) | D     | Spartaco Landini    |
|    | Italia (bandiera) | D     | Mario Facco         |
|    | Italia (bandiera) | D     | Aristide Guarneri   |
|    | Italia (bandiera) | C     | Sandro Mazzola      |
|    | Italia (bandiera) | C     | Mario Corso         |
|    | Spagna (bandiera) | C     | Luis Suárez         |

| N. |                    | Ruolo | Calciatore          |
| -- | ------------------ | ----- | ------------------- |
|    | Italia (bandiera)  | C     | Gianfranco Bedin    |
|    | Italia (bandiera)  | C     | Renato Dehò         |
|    | Italia (bandiera)  | C     | Mario Mereghetti    |
|    | Italia (bandiera)  | A     | Angelo Domenghini   |
|    | Brasile (bandiera) | A     | Jair da Costa       |
|    | Italia (bandiera)  | A     | Renato Cappellini   |
|    | Brasile (bandiera) | A     | Luís Vinício        |
|    | Italia (bandiera)  | A     | Mauro Bicicli       |
|    | Italia (bandiera)  | A     | Carlo Soldo         |
|    | Italia (bandiera)  | A     | Gabriele Gualazzini |

## Risultati

### Serie A

#### Girone di andata
| Arbitro: | Pieroni (Roma) |

|  |           |                                   |
|  | Marcatori | 18’, 23’, 85’ Mazzola 63’ Vinicio |

| Arbitro: | D'Agostini (Roma) |

|                        |           |  |
| Facchetti 12’ Jair 51’ | Marcatori |  |

| Arbitro: | Angonese (Mestre) |

|  |           |                                                       |
|  | Marcatori | 52’, 71’ Mazzola 60’, 88’ Domenghini 87’ (aut.) Poppi |

| Arbitro: | De Robbio (Torre Annunziata) |

|                        |           |             |
| Domenghini 1’ Jair 11’ | Marcatori | 30’ Capello |

| Arbitro: | Lo Bello (Siracusa) |

|  |           |                            |
|  | Marcatori | 17’ Mazzola 26’ Domenghini |

| Arbitro: | Francescon (Padova) |

|                |           |  |
| Domenghini 19’ | Marcatori |  |

| Arbitro: | Pieroni (Roma) |

|  |           |                           |
|  | Marcatori | 44’ Facchetti 77’ Mazzola |

| Milano 12 novembre 1966, ore 14:30 8ª giornata | Inter            | 0 – 0 | Roma | Stadio San Siro\| Arbitro: \| Gonella (Torino) \| |
| Arbitro:                                       | Gonella (Torino) |       |      |                                                   |

| Arbitro: | Lo Bello (Siracusa) |

|  |           |                  |
|  | Marcatori | 70’ (aut.) Maddè |

| Arbitro: | Pieroni (Roma) |

|                                       |           |                       |
| Pascutti 8’ Bulgarelli 54’ Perani 76’ | Marcatori | 83’ Corso 86’ Mazzola |

| Arbitro: | De Robbio (Torre Annunziata) |

|                               |           |             |
| Mazzola 33’ (rig.) Suarez 48’ | Marcatori | 64’ Benitez |

| Arbitro: | Francescon (Padova) |

|             |           |  |
| D'Amato 80’ | Marcatori |  |

| Arbitro: | Bernardis (Trieste) |

|                         |           |          |
| Jair 36’ Cappellini 77’ | Marcatori | 26’ Riva |

| Arbitro: | Sbardella (Roma) |

|             |           |                |
| Mazzola 75’ | Marcatori | 44’ Menichelli |

| Napoli 8 gennaio 1967 15ª giornata | Napoli              | 0 – 0 | Inter | Stadio San Paolo\| Arbitro: \| Lo Bello (Siracusa) \| |
| Arbitro:                           | Lo Bello (Siracusa) |       |       |                                                       |

| Arbitro: | Francescon (Padova) |

|              |           |                        |
| Brugnera 40’ | Marcatori | 41’ Bedin 64’ Guarneri |

| Arbitro: | Bigi (Padova) |

|           |           |               |
| Corso 26’ | Marcatori | 66’ Salvemini |

#### Girone di ritorno
| Arbitro: | Monti (Ancona) |

|                          |           |  |
| Cappellini 52’, 62’, 85’ | Marcatori |  |

| Arbitro: | Sbardella (Roma) |

|  |           |                                                     |
|  | Marcatori | 7’ Mazzola 42’, 67’ Cappellini 52’ Suarez 70’ Corso |

| Arbitro: | Bernardis (Trieste) |

|                                   |           |  |
| Mazzola 66’ (rig.) Domenghini 77’ | Marcatori |  |

| Arbitro: | Monti (Ancona) |

|              |           |                                          |
| Bosdaves 11’ | Marcatori | 26’ Facchetti 29’ Mazzola 84’ Cappellini |

| Arbitro: | Vitullo (Roma) |

|           |           |             |
| Bedin 64’ | Marcatori | 21’ Incerti |

| Arbitro: | Pieroni (Roma) |

|  |           |                                 |
|  | Marcatori | 48’ Domenghini 67’, 82’ Mazzola |

| Arbitro: | Francescon (Padova) |

|             |           |                     |
| Bicicli 60’ | Marcatori | 17’ Meroni 25’ Puia |

| Roma 19 marzo 1967 25ª giornata | Roma                | 0 – 0 | Inter | Stadio Olimpico\| Arbitro: \| Lo Bello (Siracusa) \| |
| Arbitro:                        | Lo Bello (Siracusa) |       |       |                                                      |

| Arbitro: | Pieroni (Roma) |

|                                                        |           |  |
| Cappellini 19’ Facchetti 71’ Suarez 74’ Domenghini 75’ | Marcatori |  |

| Arbitro: | Monti (Ancona) |

|                          |           |           |
| Mazzola 47’ Burgnich 84’ | Marcatori | 53’ Fogli |

| Arbitro: | Sbardella (Roma) |

|                            |           |                                  |
| Manfredini 7’ Bertogna 40’ | Marcatori | 3’ Mazzola 25’ Corso 64’ Bicicli |

| Milano 23 aprile 1967 29ª giornata | Inter                        | 0 – 0 | Lazio | Stadio San Siro\| Arbitro: \| De Robbio (Torre Annunziata) \| |
| Arbitro:                           | De Robbio (Torre Annunziata) |       |       |                                                               |

| Arbitro: | D'Agostini (Roma) |

|          |           |                |
| Nenè 79’ | Marcatori | 46’ Domenghini |

| Arbitro: | Lo Bello (Siracusa) |

|             |           |  |
| Favalli 71’ | Marcatori |  |

| Arbitro: | Pieroni (Roma) |

|              |           |              |
| Burgnich 81’ | Marcatori | 60’ Altafini |

| Arbitro: | Pieroni (Roma) |

|                |           |                     |
| Domenghini 72’ | Marcatori | 69’ (aut.) Burgnich |

| Arbitro: | Francescon (Padova) |

|                |           |  |
| Di Giacomo 49’ | Marcatori |  |

### Coppa Italia
| Arbitro: | Bernardis (Trieste) |

|             |           |  |
| Mazzola 60’ | Marcatori |  |

| Arbitro: | D'Agostini (Roma) |

|                                |           |                        |
| Carminati 29’, 57’ Morelli 36’ | Marcatori | 39’ Suarez 43’ Mazzola |

### Coppa dei Campioni
| Arbitro: | Tschenscher |

|             |           |  |
| Mazzola 63’ | Marcatori |  |

| Mosca 12 ottobre 1966 Primo turno - Ritorno | Torpedo Mosca | 0 – 0 referto | Inter | Stadio Lenin\| Arbitro: \| Zariquiegui \| |
| Arbitro:                                    | Zariquiegui   |               |       |                                           |

| Arbitro: | Dienst |

|                     |           |            |
| Soldo 60’ Corso 85’ | Marcatori | 83’ Puskas |

| Arbitro: | Kreitlein |

|  |           |                  |
|  | Marcatori | 40’, 66’ Mazzola |

| Arbitro: | Wlachojanis |

|                |           |  |
| Cappellini 54’ | Marcatori |  |

| Arbitro: | Dienst |

|  |           |                                |
|  | Marcatori | 23’ Cappellini 57’ (aut.) Zoco |

| Arbitro: | Vlachojanis |

|               |           |            |
| Facchetti 45’ | Marcatori | 66’ Tzanev |

| Arbitro: | Zaraquiegui |

|            |           |               |
| Radlev 78’ | Marcatori | 62’ Facchetti |

| Arbitro: | Dienst |

|                |           |  |
| Cappellini 12’ | Marcatori |  |

| Arbitro: | Tschenscher |

|                          |           |            |
| Gemmell 62’ Chalmers 83’ | Marcatori | 6’ Mazzola |

## Statistiche

### Statistiche di squadra
| Competizione       | Punti | In casa | In casa | In casa | In casa | In casa | In casa | In trasferta | In trasferta | In trasferta | In trasferta | In trasferta | In trasferta | Totale | Totale | Totale | Totale | Totale | Totale | D.R. |
| Competizione       | Punti | G       | V       | N       | P       | Gf      | Gs      | G            | V            | N            | P            | Gf           | Gs           | G      | V      | N      | P      | Gf     | Gs     | D.R. |
| ------------------ | ----- | ------- | ------- | ------- | ------- | ------- | ------- | ------------ | ------------ | ------------ | ------------ | ------------ | ------------ | ------ | ------ | ------ | ------ | ------ | ------ | ---- |
| Serie A            | 48    | 17      | 9       | 7       | 1       | 26      | 11      | 17           | 10           | 3            | 4            | 33           | 11           | 34     | 19     | 10     | 5      | 59     | 22     | 37   |
| Coppa Italia       | -     | 1       | 1       | 0       | 0       | 1       | 0       | 1            | 0            | 0            | 1            | 2            | 3            | 2      | 1      | 0      | 1      | 3      | 3      | 0    |
| Coppa dei Campioni | -     | 5       | 4       | 1       | 0       | 6       | 2       | 5            | 2            | 2            | 1            | 6            | 3            | 10     | 6      | 3      | 1      | 12     | 5      | 7    |
| Totale             | -     | 23      | 14      | 8       | 1       | 33      | 13      | 23           | 12           | 5            | 6            | 41           | 17           | 46     | 26     | 13     | 7      | 74     | 30     | 44   |

### Statistiche dei giocatori
A completamento delle statistiche vanno contati due autogol in campionato e un autogol in Coppa dei Campioni a favore dei neroazzurri.
| Giocatore     | Serie A  | Serie A | Coppa Italia | Coppa Italia | Coppa dei Campioni | Coppa dei Campioni | Totale   | Totale |
| Giocatore     | Presenze | Reti    | Presenze     | Reti         | Presenze           | Reti               | Presenze | Reti   |
| ------------- | -------- | ------- | ------------ | ------------ | ------------------ | ------------------ | -------- | ------ |
| G. Bedin      | 23       | 2       | 1            | 0            | 8                  | 0                  | 32       | 2      |
| M. Bicicli    | 11       | 2       | 2            | 0            | 1                  | 0                  | 14       | 2      |
| T. Burgnich   | 30       | 2       | 0            | 0            | 10                 | 0                  | 40       | 2      |
| R. Cappellini | 21       | 9       | 2            | 0            | 6                  | 3                  | 29       | 12     |
| M. Corso      | 32       | 4       | 0            | 0            | 9                  | 1                  | 41       | 5      |
| R. Dehò       | 1        | 0       | 0            | 0            | 0                  | 0                  | 1        | 0      |
| A. Domenghini | 29       | 9       | 2            | 0            | 8                  | 0                  | 39       | 9      |
| G. Facchetti  | 34       | 4       | 2            | 0            | 10                 | 2                  | 46       | 6      |
| M. Facco      | 0        | 0       | 1            | 0            | 0                  | 0                  | 1        | 0      |
| G. Gualazzini | 0        | 0       | 1            | 0            | 0                  | 0                  | 1        | 0      |
| A. Guarneri   | 29       | 1       | 0            | 0            | 8                  | 0                  | 37       | 1      |
| Jair          | 15       | 3       | 0            | 0            | 6                  | 0                  | 21       | 3      |
| S. Landini    | 14       | 0       | 2            | 0            | 3                  | 0                  | 19       | 0      |
| S. Mazzola    | 30       | 17      | 2            | 2            | 10                 | 4                  | 42       | 23     |
| M. Mereghetti | 0        | 0       | 1            | 0            | 0                  | 0                  | 1        | 0      |
| F. Miniussi   | 3        | -1      | 2            | -3           | 0                  | -0                 | 5        | -4     |
| A. Picchi     | 31       | 0       | 2            | 0            | 10                 | 0                  | 43       | 0      |
| L. Suárez     | 32       | 3       | 2            | 1            | 9                  | 0                  | 43       | 4      |
| G. Sarti      | 31       | -21     | 0            | -0           | 10                 | -0                 | 41       | -21    |
| C. Soldo      | 0        | 0       | 2            | 0            | 1                  | 1                  | 3        | 1      |
| L. Vinício    | 8        | 1       | 0            | 0            | 1                  | 0                  | 9        | 1      |